# Provincia di Ascope
La provincia di Ascope è una provincia del Perù, situata nella regione di La Libertad.

## Geografia antropica

### Suddivisioni amministrative
È divisa in 8 distretti:
- Ascope
- Casa Grande
- Chicama
- Chocope
- Magdalena de Cao
- Paiján
- Rázuri
- Santiago de Cao